# SN 2011fj
SN 2011fj – supernowa typu II odkryta 28 sierpnia 2011 roku w galaktyce UGC 11527. W momencie odkrycia miała maksymalną jasność 16,60m.